# Кашине Сан Карло (Кремона)
Кашине Сан Карло је насеље у Италији у округу Кремона, региону Ломбардија.
Према процени из 2011. у насељу је живело 50 становника. Насеље се налази на надморској висини од 73 м.